# Алеєво (Совєтський район)
Але́єво (рос. Алеево, марій. Алисола) — присілок у складі Совєтського району Марій Ел, Росія. Входить до складу Кужмаринського сільського поселення.

## Населення
Населення — 117 осіб (2010; 124 у 2002).
Національний склад (станом на 2002 рік):
- марі — 100 %